# カレン・サスマン
カレン・ハンツェ・サスマン（Karen Hantze Susman, 1942年12月11日 - ）は、アメリカ・カリフォルニア州サンディエゴ出身の女子テニス選手。1962年のウィンブルドン選手権女子シングルス優勝者である。女子ダブルスでも若き日のビリー・ジーン・モフィットとペアを組み、4大大会の女子ダブルスで通算3勝を挙げた。サービス・アンド・ボレーのプレースタイルを得意とした選手である。旧姓 Karen Janice Hantze （カレン・ジャニス・ハンツェ）という名前であったが、ロッド・サスマン（Rod Susman）と結婚した。
カレン・ハンツェは1958年から全米選手権に出場し始め、1960年にウィンブルドン選手権初出場で女子シングルスのベスト8に進出した。1961年のウィンブルドン選手権で、ハンツェは女子シングルスで2年連続のベスト8に進み、ビリー・ジーン・モフィットと組んだ女子ダブルスで初優勝を果たす。2人はノーシードから勝ち進み、決勝でオーストラリアペアのマーガレット・スミス＆ジャン・レヘイン組を 6-3, 6-4 のストレートで破った。当時ハンツェは18歳、モフィットは17歳で、このコンビはウィンブルドン女子ダブルスでも史上最年少の優勝ペアであった。
1962年のウィンブルドン選手権を迎える前に、カレン・ハンツェはロッド・サスマンと結婚した。そのため、この大会では既婚女性として「カレン・サスマン」の名前で出場する。この大会で、サスマンは女子シングルス初優勝と女子ダブルス2連覇を達成し、単複2冠を獲得した。初めての女子シングルス決勝では、チェコスロバキア出身のベラ・スコバを 6-4, 6-4 のストレートで破り、ウィンブルドン女子シングルス優勝者に名前を連ねた。2年連続で進出した女子ダブルス決勝では、サスマンとモフィットはサンドラ・レイノルズ＆レネ・シュールマン（ともに南アフリカ）組に 5-7, 6-3, 7-5 の逆転勝利を収めた。
1963年にサスマンは娘を出産したため、テニスの競技大会に出場できなかったが、出産後の1964年に復帰を果たす。1964年は、彼女にとって唯一の出場となった全仏選手権でベスト8に入った。この準々決勝では、サスマンはマリア・ブエノに 4-6, 0-6 で敗れている。2年ぶりに出場したウィンブルドン選手権では、女子シングルスは早々と3回戦で敗退し、モフィットとの女子ダブルスでも決勝でマーガレット・スミス＆レスリー・ターナー組に 5-7, 2-6 で敗れて準優勝になった。しかし、サスマンとモフィットは全米選手権の女子ダブルス決勝でスミス＆ターナー組に雪辱し、3-6, 6-2, 6-4 で逆転勝ちした。これでサスマン＆モフィット組の4大大会女子ダブルス優勝は、ウィンブルドン2勝と全米選手権1勝で通算「3勝」になった。
サスマンは結婚と出産の年齢が早かったため、彼女のテニス経歴は23歳の1965年までにほぼ終わっている。彼女のダブルス・パートナーは、後に「ビリー・ジーン・キング夫人」として女子テニスの歴史に輝く業績を築いた。そのキング夫人の若き日（独身時代）にダブルスのペアを組んだ選手として、サスマンはキング夫人の伝記面でも不可欠な存在になった。

## 4大大会優勝
- ウィンブルドン選手権　女子シングルス：1勝（1962年）／女子ダブルス：2勝（1961年＆1962年）
- 全米選手権　女子ダブルス：1勝（1964年）